# Смиља Котур
Смиљана Смиља Котур (Јасеновац, 11. новембар 1928 − Београд, 29. јануар 2022) је била српска певачица традиционалних песама Западне Славоније и преживела заточеница логора Стара Градишка.

## Биографија
Рођена је 11. новембра 1928. године у Јасеновцу. Са седам година је приступила локалном православном црквеном хору.
У мају 1942. године, усташе су у сточним вагонима Смиљу са целом њеном породицом из Јасеновца одвеле у логор Стара Градишка. Заједно са мајком и обе сестре, касније је одведена у радне логоре у Трећем рајху, што им је омогућило да се спасу сигурне смрти у логору. Другачија судбина је затекла остале чланове породице - Смиљин отац Чедомир Котур и још осморо рођака је убијено од усташа у логору Стара Градишка. Смиља је преживела и вратила се кући заједно са мајком и обе сестре након ослобођења логора.
Придружила се новооснованом Културно-уметничком друштву „Јасеновац" и са њим ишла на бројна гостовања, а наставила је и да буде члан српског црквеног хора. Као изванредна солисткиња, имала је понуду да се ради дошколовавања пресели у Београд и потом постане солисткиња Радио Београда, али је одбила и остала у родном Јасеновцу.
На почетку рата у Хрватској 1991. године, избегла је из Јасеновца и дошла у Београд са породицом.
Захваљујући World music асоцијацији Србије је 2016. године снимила четири нумере за албум „Песме из Јасеновца".
Умрла је 29. јануара 2022. године у Београду. Сахрањена је 2. фебруара на гробљу Лешће, а опело је служио епископ пакрачко-славонски Јован, по благослову патријарха српског Порфирија.
Иза ње су остала деца, унуци и праунуци, а међу њима ћерка Душанка, као и праунука српска одбојкашица Ивана Нешовић, повремени члан женске одбојкашке репрезентације Србије.

## Дискографија
- Песме из Јасеновца (2017)